# Make love, not war
Make love, not war (dosł. „czyń miłość, nie wojnę”) – hasło antywojenne z okresu wojny wietnamskiej.  Zostało spopularyzowane przez aktywistów Penelope i Franklina Rosemontów, którzy wydrukowali tysiące odznak z tym napisem, rozprowadzonych w czasie marszu pokojowego w Dniu Matki w 1965.  Przyjęte najpierw przez amerykański ruch hipisowski i następnie rozpropagowane po całym świecie. Krytyk z USA Gershon Legman twierdzi, że to on jest autorem tego hasła.